# Другите отчаяни съпруги
„Другите отчаяни съпруги“ (на турски: Umutsuz Ev Kadınları) е турски сериал, адаптиран по американския сериал „Отчаяни съпруги“.

## Излъчване
| Сезон | Сезон | Епизоди | Начало на сезона | Край на сезона | Всички епизоди | ТВ сезон    | ТВ канал    |
| ----- | ----- | ------- | ---------------- | -------------- | -------------- | ----------- | ----------- |
|       | 1     | 37      | 2 октомври 2011  | 17 юни 2012    | 1 – 37         | 2011 – 2012 | Kanal D     |
|       | 2     | 43      | 11 октомври 2012 | 16 юни 2013    | 38 – 80        | 2012 – 2013 | Kanal D/FOX |
|       | 3     | 74      | 7 септември 2013 | 19 юни 2014    | 81 – 154       | 2013 – 2014 | FOX         |

## Излъчване в България
| Сезон | Сезон | Епизоди | Начало на сезона | Край на сезона      | Всички епизоди | ТВ сезон | ТВ канал |
| ----- | ----- | ------- | ---------------- | ------------------- | -------------- | -------- | -------- |
|       | 1     | 75      | 4 юни 2012 г.    | 5 септември 2012 г. | 1 – 75         | 2012 г.  | Нова ТВ  |

## Актьорски състав
- Сонгюл Йоден – Ясемин Андай Калйонджу
- Бену Йълдъръмлар – Нермин Сечкиноолу
- Джейда Дювенджи – Елиф Узун
- Йозге Йоздер – Емел Сойлу Бингьол
- Еврим Солмаз – Зелиш Ташделен
- Дениз Уур – Гюлшах Ташделен
- Тюлай Гюнал – Сузан
- Севал Гьокче – Маджиде
- Дженк Ертан – Кудрет Ташделен
- Деврим Йоздер Акън – Йомер Узун
- Серхат Тутумлуер – Синан Калйонджу
- Ипек Йозаган – Ирем Сечкиноолу
- Едже Хаким – Гамзе Акенгин
- Ердал Билинген – Бехчет Сечкиноолу
- Мелда Арат – Хандан Гюнсу
- Метин Бюктел – Джемил Гюнсу
- Инджилай Шахин – Севим
- Шенай Аксой – Суна
- Илкер Курт – Кенан Акенгин
- Батухан Караджакая – Мерт Гюнсу
- Хакан Ератик – Сарп Бингьол
- Гьокхан Аталай – Халук

## В България
В България сериалът започва излъчване на 4 юни 2012 г. по Нова телевизия и завършва на 5 септември. Излъчен е само първи сезон. На 16 март 2013 г. започва повторно излъчване по Диема Фемили. Ролите се озвучават от Ани Василева, Христина Ибришимова, Даниела Йордановa, Емил Емилов, Тодор Георгиев и Стефан Сърчаджиев-Съра.